# Bellevalia cyrenaica
Bellevalia cyrenaica là một loài thực vật có hoa trong họ Măng tây. Loài này được Maire & Weiller mô tả khoa học đầu tiên năm 1940.